# Riverton (Wyoming)
Riverton – miasto w Stanach Zjednoczonych, w stanie Wyoming, w hrabstwie Fremont.
Z Riverton pochodzi Ashlynn Yennie, amerykańska aktorka.